# Valea Lungă, Iași
Valea Lungă este un sat în comuna Holboca din județul Iași, Moldova, România. Satul datează din anul 1772.